# Jeux de Mon journal

Les Jeux de Mon journal est une revue de l'éditeur de petit format Aventures et Voyages qui a eu vingt numéros de février 1974 à novembre 1978 (+5 recueils de 4 numéros, sauf le dernier qui n'en a que 3). Trimestriel de jeux illustré par les personnages vedettes de l'éditeur alternant avec quelques bandes de Mortadel et Filémon ou autres bandes humoristiques.

## Insolites
- L'existence du N°20 est mise en doute dans certains ouvrages de référence, mais il existe bel et bien.